# Roeselia divisa
Roeselia divisa är en fjärilsart som beskrevs av William Schaus 1896. Roeselia divisa ingår i släktet Roeselia och familjen trågspinnare. Inga underarter finns listade.